# Wagneria discreta
Wagneria discreta là một loài ruồi trong họ Tachinidae.